# FFF (dj)
FFF, artiestennaam van Tommy de Roos (Vlissingen, 27 mei 1979), is een Nederlandse breakcore-dj & producer. De in Rotterdam wonende De Roos begon midden jaren 90 met het maken van muziek. 

## Discografie
- Split (Cass, Ltd)  	 	Abnormal Tapes   	1997
- Action Directe (Cass) 		Orange Socks  	1998
- Death Is Beautifull (Cass) 		Orange Socks  	1998
- Smiles Are Evil E.P. (12", ep) 		Hong Kong Violence  	2002
- Clash Of The Titans (12", Ltd) 		Sprengstoff Recordings, Mindbender Records  	2003
- Junglist / Murder (7") 		Clash Records  	2003
- Fuck Copyrights!! (12") 		K-Hole Productions  	2004
- The Smell Of Urine After Eating Asparagus E.P. (12") 		Sonic Belligeranza  	2004

- The Kjærlighetshanske EP (12") 		Ketacore Records  	2005
- Kickahole In The Speaker / Murderstyle Remix (7", Ltd) 		Artcore Recordings  	2006
- Sudden Cultural Finality (cdr) 		Orange Socks  	2006
- It Gets No Rufffer E.P (12") 		Zero71 Recordings  	2007
- The Feeling (12", Single) 		Planet Mu  	2007
- Wreck Havoc Vol One (12") 		Mindbender Records, Orange Socks  	2007
- 20.000 Hardcore Members Can't Be Wrong 		Murder Channel Records	2011
- DieTRAX / FFF - Hiroshima vs Rotterdam (CD, Album)  Murder Channel Records 2011
- Keep The Fire (2xCD, Album) Murder Channel Records 2013